# Wybory parlamentarne w Australii w 1910 roku
Wybory parlamentarne w Australii w 1910 roku odbyły się w dniu 13 kwietnia i były czwartym tego rodzaju głosowaniem od powstania Związku Australijskiego w 1901 roku. Obsadzane było wszystkich 75 mandatów w Izbie Reprezentantów, a także połowa, czyli 18 z 36, mandatów w Senacie. 
Po raz pierwszy w historii zjednoczonej Australii wynik wyborów umożliwił powstanie rządu większościowego, który sformowała Australijska Partia Pracy pod wodzą Andrew Fishera. Przez większość kadencji liderem opozycji był Alfred Deakin, jednak na krótko przed kolejnymi wyborami stanowisko to przejął Joseph Cook. 

## Wyniki

### Izba Reprezentantów
Australijska Partia Pracy: 43 
     Związkowa Partia Liberalna: 31 
     niezrzeszeni: 1 
Obsadzano wszystkie 75 mandatów. 
| Partia                     | % głosów | % głosów | mandaty | mandaty |
| Partia                     | wynik    | zmiana   | wynik   | zmiana  |
| -------------------------- | -------- | -------- | ------- | ------- |
| Australijska Partia Pracy  | 49,97    | +12,0    | 43      | +17     |
| Związkowa Partia Liberalna | 45,09    | n.d.     | 31      | n.d.    |
| pozostali i niezrzeszeni   | 4,94     | n.d.     | 1       | -4      |

źródło danych w tabeli:

### Senat
Australijska Partia Pracy: 22 
     Związkowa Partia Liberalna: 14 
Obsadzano 18 z 36 mandatów.
| Partia                     | % głosów | % głosów | mandaty         | mandaty           | mandaty |
| Partia                     | wynik    | zmiana   | uzyskane w 1910 | posiadane łącznie | zmiana  |
| -------------------------- | -------- | -------- | --------------- | ----------------- | ------- |
| Australijska Partia Pracy  | 50,30    | +11,57   | 18              | 22                | +7      |
| Związkowa Partia Liberalna | 45,55    | n.d.     | 0               | 14                | n.d.    |
| pozostali i niezrzeszeni   | 3,36     | +2,46    | 0               | 0                 | -1      |

źródło danych w tabeli: